# Solanorum Generumque Affinium Synopsis
Solanorum Generumque Affinium Synopsis (abreviado Solan. Syn.) es un libro con ilustraciones y descripciones botánicas que fue escrito por el botánico y micólogo francés Michel Félix Dunal y publicado en Montpellier en el año 1816 con el nombre de Solanorum Generumque Affinium Synopsis, seu Solanorum Historiae Editionis Secundae Summarium, ad Characteres Differentiales Redactum, Seriem Naturalem, Habitationes Stationesque Specierum breviter Indicans.